# Królewiec (przystanek kolejowy)
Królewiec – dawny przystanek kolejowy (Gnieźnieńska Kolej Wąskotorowa) w Królewcu, w województwie wielkopolskim, w Polsce. Został otwarty w 1907 roku.